# Saint-Lambert (Yvelines)
Saint-Lambert település Franciaországban, Yvelines megyében. Lakosainak száma 448 fő (2022. január 1.). Saint-Lambert Chevreuse, Magny-les-Hameaux, Le Mesnil-Saint-Denis, Milon-la-Chapelle és Saint-Forget községekkel határos.

## Népesség
A település népessége az elmúlt években az alábbi módon változott:
| Lakosok száma | 444  | 451  | 501  | 452  | 449  | 447  | 444  | 444  | 448  |
|               | 2013 | 2015 | 2016 | 2017 | 2018 | 2019 | 2020 | 2021 | 2022 |